# Антон Берсенев
Антон Берсенев е псевдоним на Георги Тодоров Стоянович – български музиковед, литературен критик, прозаик, юрист и общественик.

## Биография
Роден е на 1 април 1891 г. в Стара Загора, в семейството на юриста Тодор Стоянович, който освен това е и един от редакторите на сп. „Знание“.
Берсенев завършва правни науки в Прага, а след това работи като съдия в родния си град. Сътрудничи на списанията „Хризантеми“, „Гребец“, „Златно руно“, „Съвременна илюстрация“, а освен това е и редактор на вестник „Музикален преглед“ (1924 – 1929). Публикува около 250 статии свързани с музиката. Работи и като лектор по музикални теми в множество български градове. Инициатор и член е на дружеството на професионалните музиканти в Стара Загора, председател е на народния хор при дружество „Театър“, ръководител е на филхармонията в Стара Загора, диригент е на Детската музикална китка „Родни звуци“, на мъжкия хор при църквата „Св. Николай“, както е и автор на разкази.
Слага край на живота си на 6 февруари 1941 г. в Стара Загора.